# Volo Eastern Air Lines 304
Il volo Eastern Air Lines 304 era un volo di linea della Eastern Air Lines operato il 25 febbraio 1964 da un Douglas DC-8 tra l'Aeroporto di Città del Messico e destinazione New York con scali intermedi a New Orleans, Atlanta e Washington. Poco dopo il decollo da New Orleans precipitò nel lago Pontchartrain provocando la morte delle 58 persone a bordo.

## Il velivolo
Il velivolo coinvolto nell'incidente era un Douglas DC-8-20 con numero di registrazione N8607 e venne consegnato alla Eastern Air Lines nel maggio 1960. Al momento dell'incidente aveva accumulato 11.340 ore di volo

## Il Volo
Il velivolo arrivò all'Aeroporto di Città del Messico alle 22:12 del 24 febbraio. Il capitano del volo riportò che il pitch trim compensator era fuori uso e che sarebbe stato riparato quando il velivolo avrebbe fatto scalo a New York.
Il capitano del volo 304, essendo a conoscenza del malfunzionamento, compilò il piano di volo ad una velocità di crociera ridotta in ottemperanza alle procedure di compagnia per tale avaria. Il volo verso New Orleans procedette senza problemi eccetto per una leggera turbolenza durante gli ultimi trenta minuti di volo. Il Douglas atterrò senza problemi alle 00:51. Alle 2:01 decollò alla volta di Atlanta senza che nessuna anomalia venisse segnalata dall'equipaggio. Alle 2:03 ci fu l'ultima comunicazione radio; due minuti più tardi il contatto radar svanì.
Il Douglas DC-8 impattò la superficie del lago Pontchartrain a circa 14 miglia dall'aeroporto di partenza.

## L'Inchiesta
Per accertare la causa dell'incidente venne nominata una commissione di inchiesta presieduta dalla CAB (Civil Aeronautics Board). Dalle evidenze riscontrate venne stabilito che i piloti avevano trimmato l'aereo completamente a picchiare per compensare il malfunzionamento del pitch trim compensator bloccato a salire. A quel punto il Douglas era ormai fuori controllo e non era più possibile recuperare una condotta di volo sicura.